# Kanton Seurre
Kanton Seurre (francouzsky Canton de Seurre) je francouzský kanton v departementu Côte-d'Or v regionu Burgundsko. Tvoří ho 23 obcí.

## Obce kantonu
- Auvillars-sur-Saône
- Bagnot
- Bonnencontre
- Bousselange
- Broin
- Chamblanc
- Chivres
- Corberon
- Corgengoux
- Glanon
- Grosbois-lès-Tichey
- Jallanges
- Labergement-lès-Seurre
- Labruyère
- Lanthes
- Lechâtelet
- Montmain
- Pagny-la-Ville
- Pagny-le-Château
- Pouilly-sur-Saône
- Seurre
- Tichey
- Trugny